# Stelgistrum beringianum
Stelgistrum beringianum és una espècie de peix pertanyent a la família dels còtids.

## Hàbitat
És un peix marí, demersal i de clima polar que viu entre 52 i 97 m de fondària.

## Distribució geogràfica
Es troba al Pacífic nord: les illes Aleutianes.

## Observacions
És inofensiu per als humans.